# Mala gente (película de 1952)
Mala gente es una película argentina del género policial filmada en blanco y negro dirigida por Don Napy sobre su guion escrito en colaboración con Antonio Corma que se estrenó el 19 de marzo de 1952 y que tuvo como protagonistas a Hilda Bernard, Ricardo Trigo, Tato Bores, María del Río y Walter Reyna. 	

## Sinopsis
Tres episodios sobre un ladrón de joyas de damas elegantes que perdona a las lindas, un hombre a quien le venden un tranvía y la venganza de un chacarero engañado y abandonado por su mujer.

## Reparto
- Lina Bardo ... Lidia
- Hilda Bernard ... Carmen
- Roberto Bordoni	... 	Héctor
- Tato Bores ... Comprador del tranvía
- Miguel Dante
- María del Río	... 	Susana
- Guillermo Divito	... 	Él Mismo
- José Guisone
- Julio Heredia
- Jesús Pampín
- Alberto Peyrou
- Manolita Poli	... 	Madre de Julio
- Carlos A. Pomo
- Walter Reyna ... Lucas Gómez
- Eduardo Rudy ... Carlos
- Ricardo Trigo ... Ramón Acosta
- Omar Antonio Calvo ... Guarda del tranvía "vendido"

## Comentario
El cronista del diario Clarín opinó que era un “filme sencillo, uno de cuyos hechos pudo haber dado origen a una película si al hecho policial escueto se lo hubiera previsto de un argumento …Tato Bores… el que más se luce" y el de La Razón dijo que era un "policial de excelente factura… Don Napy logra un verdadero acierto". Por su parte Manrupe y Portela señalan: "Eduardo Rudy... compone un ladrón simpático excelente y Tato Bores no convence a pesar suyo, en tanto Ricardo Trigo vuelve a calcar un personaje similar a otros".